# حاييم وايزمان
حاييم وايزمان (بالعبرية:חיים עזריאל ויצמן) (27 نوفمبر 1874 - 9 نوفمبر 1952) هو يعد أشهر شخصية صهيونية في التراث الصهيوني بعد تيودور هرتزل.
لعب حاييم الدور الأهم في استصدار وعد بلفور (في نوفمبر 1917) وقام بتطوير طريقة متقدمة في التخمر الصناعي ساعدت في إنتاج كميات كبيرة من الأسيتون، سائل كيميائي معروف اليوم باستعماله لإزالة طلاء الأظافر، إلا أن الأسيتون كان مهما للغاية في إنتاج الكوردايت والتي هي مادة متفجرة قوية تساعد في تصنيع الأسلحة استفاد منها البريطانيون في الحرب العالمية.
يعتقد بأن وايزمان قد أعطى الحكومة البريطانية طريقة التخمير لتستخدمها في الحرب العالمية الأولى مما يعتقد بأنه أدى إلى زيادة اعتناء الحكومة البريطانية به.[بحاجة لتوضيح]
كان وايزمان رئيساً للمنظمة الصهيونية العالمية بين عامي 1920 و1946، ثم انتخب كأول رئيس لدولة إسرائيل في عام 1949.

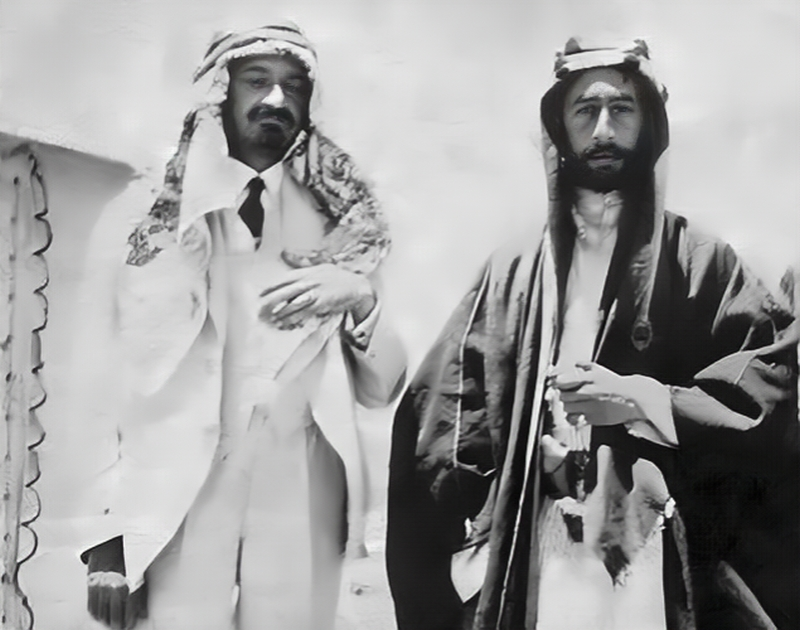
فيصل مع حاييم ٫ حزيران 1918

## حياته
ولد وايزمان في روسيا، وكان نشيطا في الحركة الصهيونية منذ بدايتها. شارك عام 1903 في تأسيس الكتلة الديمقراطية التي نادت بالصهيونية العملية، في عام 1904 هاجر إلى بريطانيا حيث حصل على شهادة في الكيمياء من جامعة مانشستر.
ساهم وايزمان فيما بعدها في المناقشات التي أدت إلى صدور وعد بلفور عام 1917. ويقال أنه في الرابع من حزيران (يونيو) عام 1918 تم عقد لقاء بينه وبين الملك فيصل (الذي أصبح بعد ذلك ولفترة قصيرة ملكا على سوريا وبعد ذلك على العراق) ويعتقد أنه تحدث معه عن التعاون اليهودي العربي.[بحاجة لمصدر]
ترأس وايزمان اتحاد النقابات الصهيونية (الهستدروت)، واعتبر رجل الارتباط الأساسي مع حكومة بريطانيا بين عامي 1921 و1946 مع توقف قصير بين عامي 1931 و 1935.
يقال بأن وايزمان أيد قرار تقسيم فلسطين، وكان يميل إلى انضمام إسرائيل إلى ما كان «اتحاد شرق أوسطي».

## وفاته
توفي حاييم وايزمان يوم 9 نوفمبر عام 1952 في فلسطين في بلدة ريهوفوت وخلف وراءه إسحاق بن زفي.

## روابط خارجية
- حاييم وايزمان على موقع الموسوعة البريطانية (الإنجليزية)
- حاييم وايزمان على موقع مونزينجر (الألمانية)
- حاييم وايزمان على موقع إن إن دي بي (الإنجليزية)